# 9784 Yotsubashi
9784 Yotsubashi este un asteroid din centura principală de asteroizi.

## Descriere
9784 Yotsubashi este un asteroid din centura principală de asteroizi. A fost descoperit pe 31 decembrie 1994 la Ōizumi de Takao Kobayashi. El prezintă o orbită caracterizată de o semiaxă mare de 2,74 ua, o excentricitate de 0,06 și o înclinație de 5,5° în raport cu ecliptica.